# Agenda z Tampere
Agenda z Tampere – plan wspólnego działania rządów krajów Unii Europejskiej w ramach rozwoju III filaru UE – współpracy sądowej i policyjnej w sprawach karnych. Przyjęty został na spotkaniu Rady Europejskiej w Tampere, w dniach 15–16 października 1999 roku. Podjęte zostały następujące ustalenia:
- w dziedzinie azylu i polityki migracyjnej – ograniczenie postępowań azylowych i zaostrzenie walki z nielegalną imigracją – poprzez ujednolicenie procedur azylowych, wsparcie gospodarcze dla państw stanowiących największe źródło imigrantów, utworzenie katalogu praw przysługujących legalnym imigrantom, itp;
- utworzenie europejskiej przestrzeni prawnej – mającej zapewnić obywatelom UE swobodniejszy dostęp do wymiarów sprawiedliwości w całej Unii Europejskiej;
- wspólne zwalczanie przestępczości zorganizowanej – poprzez utworzenie dwóch nowych agencji – Eurojustu oraz Europejskiego Kolegium Policyjnego, którego zadaniem ma być szkolenie wyższych urzędników organów śledczych państw członkowskich;
- nawiązanie współpracy z państwami trzecimi w sferze wymiaru sprawiedliwości, policji i spraw wewnętrznych.